# Cosac del Don
Els cosacs del Don,en rus:Донские казаки, eren les tropes de cosacs més nombroses dins l'Imperi Rus. Constituïen forces militars de frontera des de finals del segle xvi fins principi del segle xx. Se situaven a una zona separada anomenada Zona de l'Exèrcit del Don la qual comprenia part de les regions actuals de Luhansk i Donetsk a Ucraïna i part de les regions de Rostov, Volgograd, Vorónej i la República de Calmúquia dins la Federació russa. El nom històric està associat amb el riu Don de la conca del Mar d'Azov. La paraula 'cosac' també s'aplicava a migrants, germans lliures i bandits. La societat cosaca era democràtica i les decisions més importants es prenien durant una Assemblea Comuna (Казачий Круг). L'Assemblea escollia autoritats temporals s — atamans.

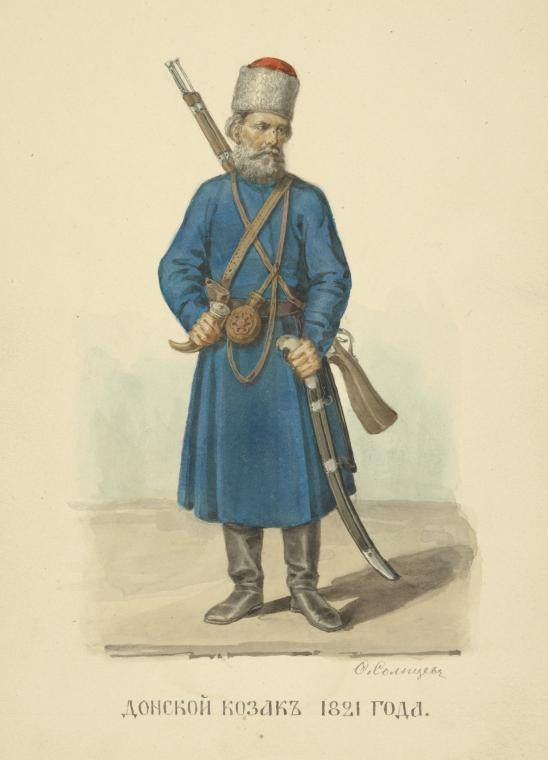
Un cosac del Don l'any 1821. Un dibuix de Fyodor Solntsev, 1869

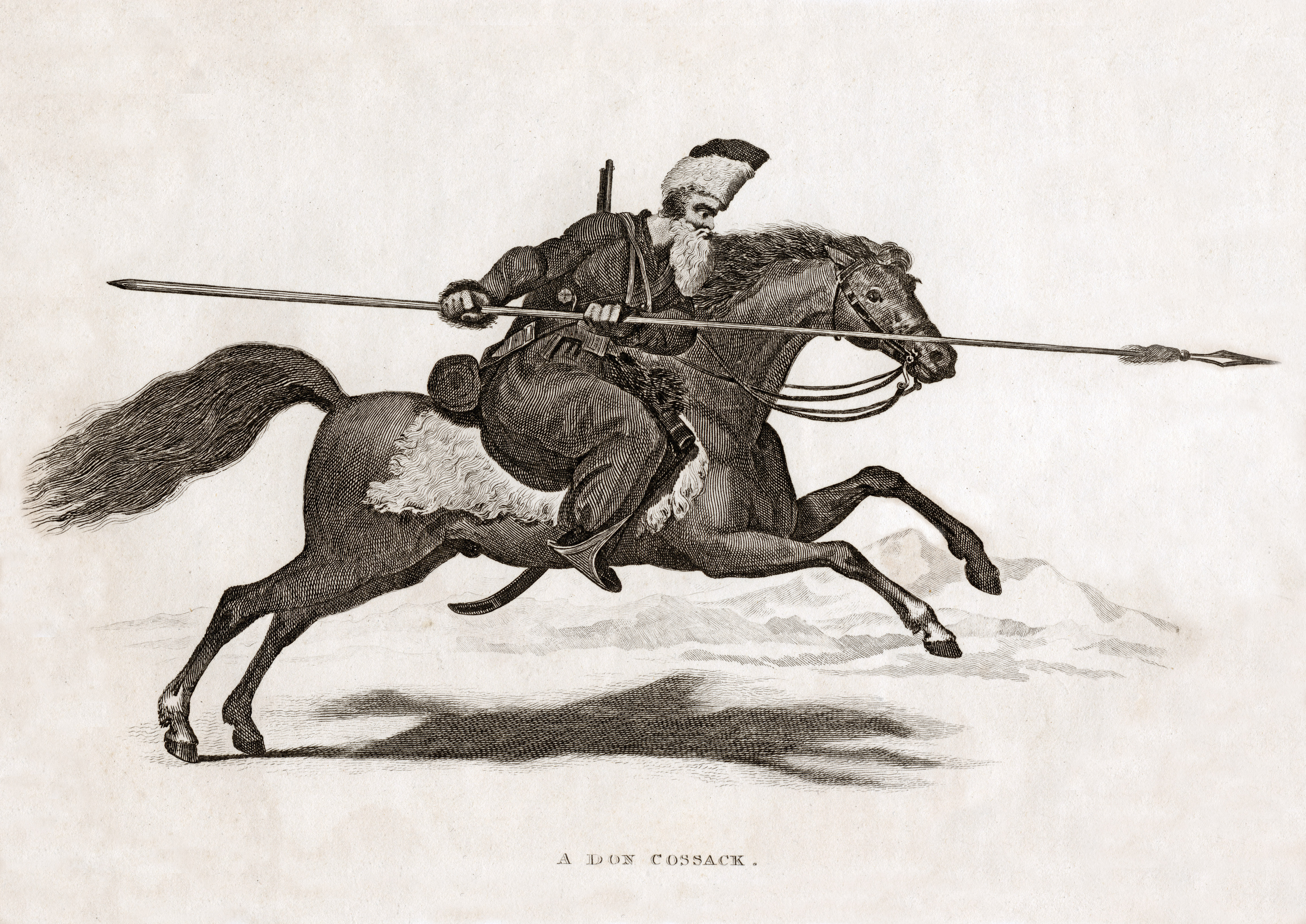
Cosac del Don a principi del.

L'any 1913 el nombre de cosacs del Don era d'1.525.000 incloent 30.000 cosacs calmucs, el territori de les tropes de cosacs del Don era de 141.000  km². El centre administratiu de les tropes era la ciutat de Novotxerkassk. Dins la zona militar estaven ubicades 135 viles cosaques.
D'acord amb el darrer cens, només en el territori de la Federació russa, més de 140,000 persones registraven la seva etnicitat com "Cosaca." 

## Història
La història del cosacs del Don està estretament entrellaçada amb la història dels cosacs en general. Apareixen a les terres de l'Horda Daurada després del seu col·lapse. Els cosacs del Don van quedar definits al segle xvi, essent una formació independent. L'any 1552 els cosacs del Don formaren part de la campanya de Kazan, després de la qual aquests cosacs reberen d'Ivan el Terrible el territori del Don a perpetuïtat. La seva primera capital va ser Razdorski, i des de 1644 Txerkassk. Els cosacs del Don prengueren part en la colonització de les estepes de Sibèria: Iermak es considerava un cosac del Don. Finalment els cosacs del Don van passar a ser part de Rússia sota Pere el Gran, després de la revolta de Bulavin. Tanmateix els cosacs del Don van mantenir els seus privilegis en el nou estatus. El Don va esdevenir el centre del moviment de l'Exèrcit Blanc. Després del col·lapse de la Unió Soviètica hi ha hagut una revifada dels Cosacs del Don.